# Altare di Sant'Ambrogio
L'altare di Sant'Ambrogio è l'altare maggiore della basilica di Sant'Ambrogio a Milano. L'altare è fulcro della ristrutturazione della basilica fatta eseguire dal vescovo franco Angilberto II. L'edificio, con il suo patrimonio di reliquie, è il luogo in cui si manifesta il programma politico e religioso che guida la riorganizzazione della città e del territorio da parte del vescovo, rappresentante del potere carolingio. 
Realizzato tra l'824 e l'859. L'altare è firmato da Vuolvino magister paber (detto anche Volvinio), per questo viene anche chiamato Altare di Vuolvino. È un autentico capolavoro dell'oreficeria di epoca carolingia, ed è realizzato in legno a cui sono state sovrapposte lastre d'oro e d'argento dorato, pietre preziose e smalti.
Collocato sotto un ciborio coevo, doveva rappresentare un segnale vistoso della presenza delle reliquie dei santi Gervasio e Protasio e dello stesso Ambrogio, collocate al di sotto dell'altare stesso e visibili tuttora da una finestrella nella cripta. Oggi è protetto da una teca trasparente.

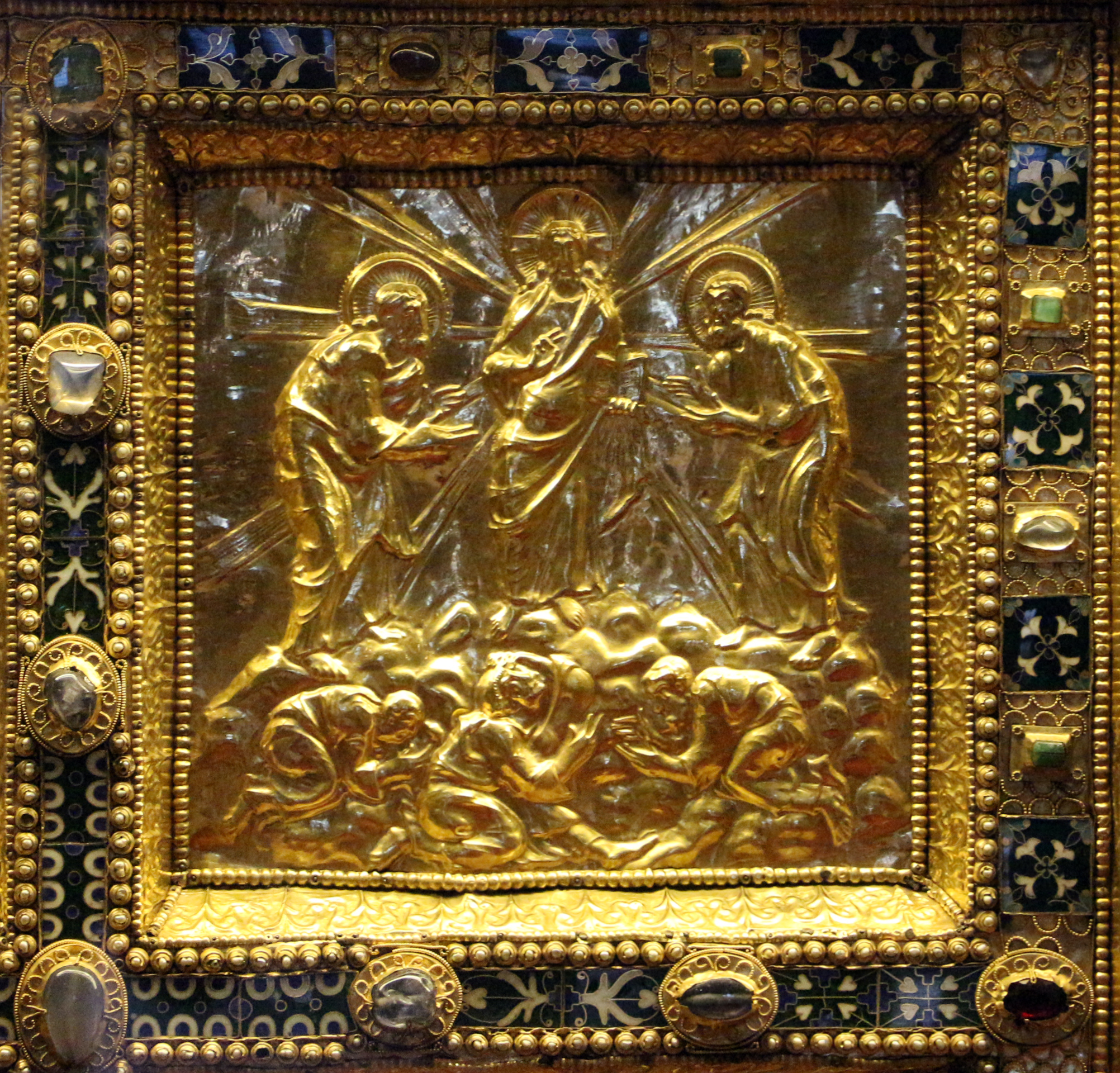
Maestri delle Storie di Cristo, Trasfigurazione

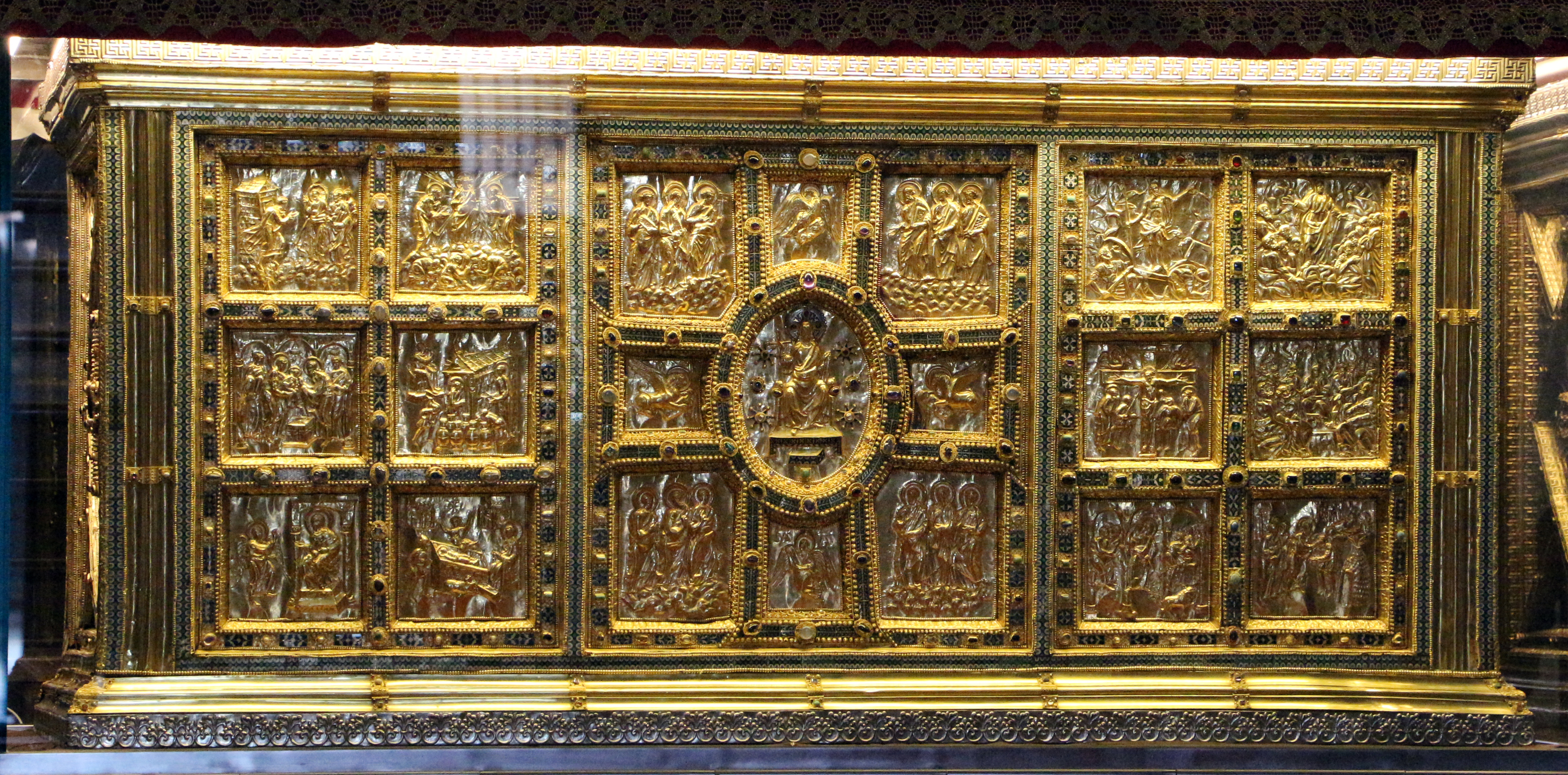
Il lato anteriore

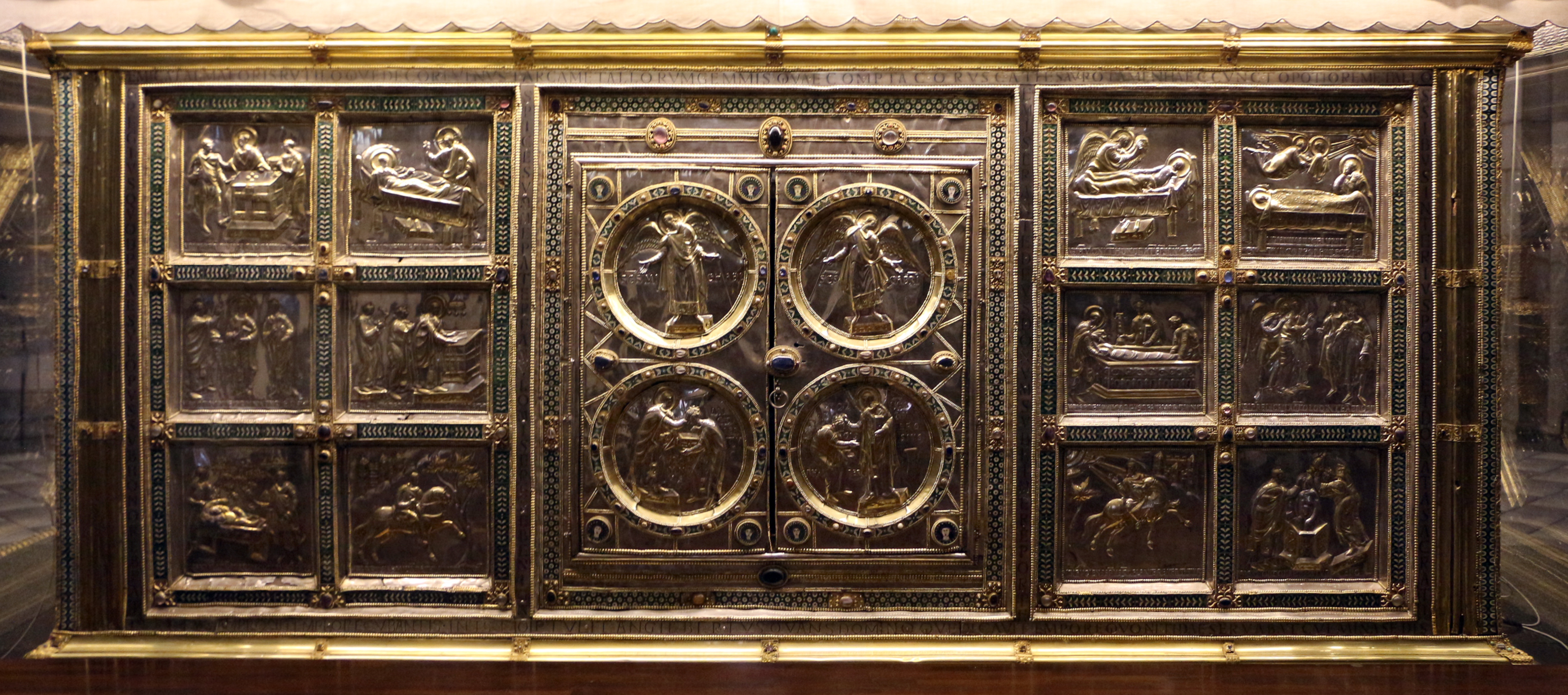
Il lato posteriore

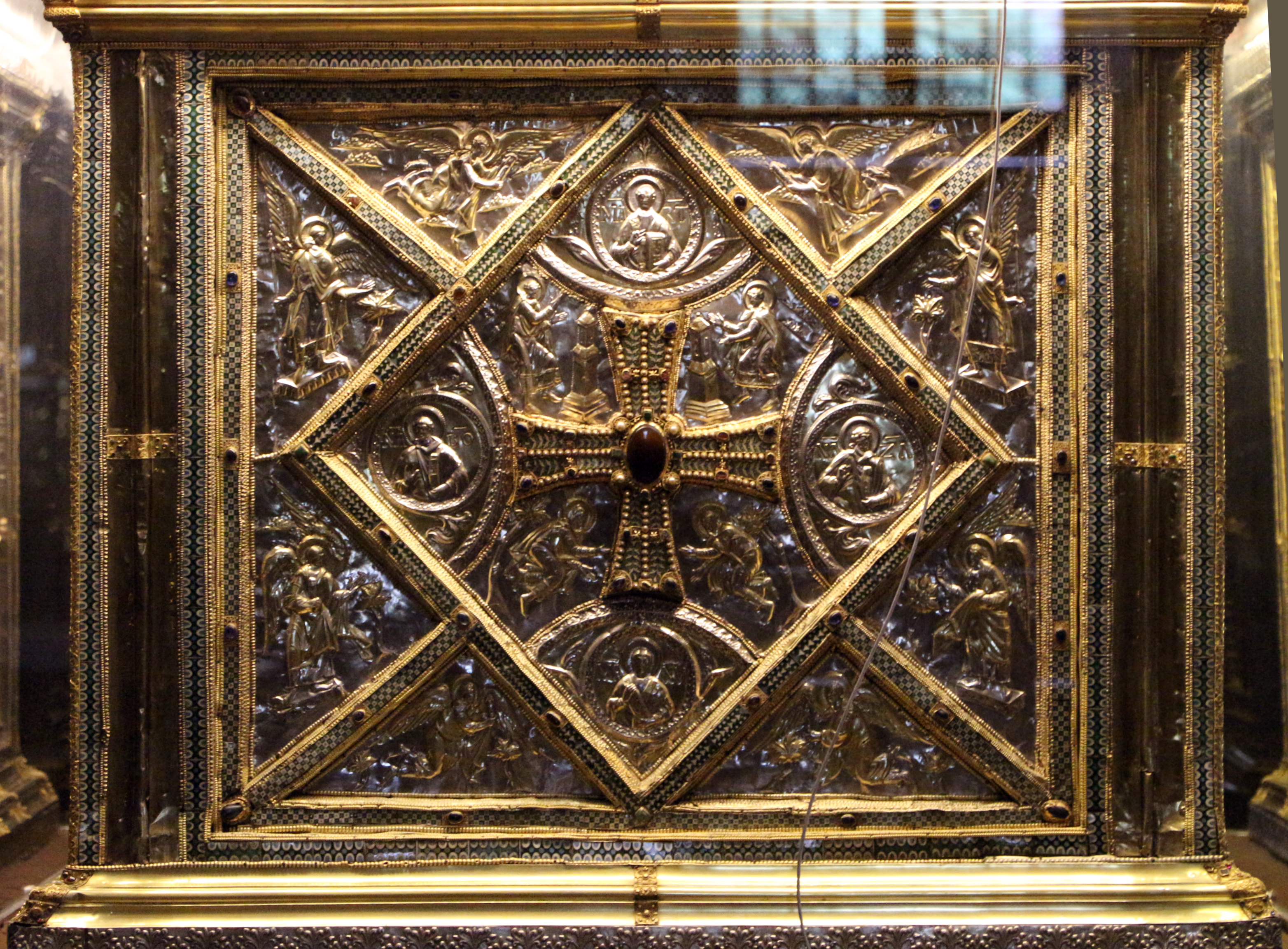
Lato sinistro

La forma di grande parallelepipedo doveva ricordare sin da allora una cassa-sarcofago, ma non venne progettato per contenere i resti dei santi. Le quattro facce laterali sono decorate da pannelli a loro volta suddivisi in storie più piccole.
Le storie sono divise da ricche cornici con motivi a filigrana e pietre incastonate, e anche in altri punti sono sparse una gran quantità di gemme e placchette policrome in smalto cloisonné.
La tecnica di realizzazione dei rilievi è quella dello sbalzo.

## Lato anteriore
Il lato anteriore è in oro. Il pannello centrale contiene una croce detta clipeata, per la presenza al centro di un ovale che contiene il Cristo Pantocratore in trono. In corrispondenza dei bracci è raffigurato il tetramorfo, ossia i simboli dei quattro evangelisti (in alto l'aquila di Giovanni, a sinistra il leone di Marco, a destra il bue di Luca e in basso l'angelo di Matteo); nei quattro pannelli d'angolo sono raffigurati a gruppi di tre gli apostoli.
I due pannelli laterali presentano sei riquadri ciascuno. Vi sono raffigurate le Storie di Cristo, con una disposizione delle scene che inizia sul lato sinistro, nell'angolo in basso esterno e prosegue in colonna verso l'alto, per poi riprendere in basso nella colonna successiva. Poi la lettura prosegue sul lato opposto, sempre iniziando dall'esterno, per convogliare comunque l'osservatore verso la croce al centro, simbolo di Salvezza.

## Lato posteriore
Il lato posteriore presenta la stessa tripartizione, però al centro vi sono i due sportelli che chiudono la finestrella (fenestella confessionis), ciascuno decorato da due cerchi con un arcangelo (Michele a sinistra e Gabriele a destra) e una scena di omaggio: Ambrogio che incorona Angilberto che gli presenta l'altare a sinistra e Ambrogio che incorona Vuolvino magister phaber, che lo venera a sinistra
I pannelli laterali rappresentano dodici scene con le Storie di Sant'Ambrogio, ma questa volta la lettura procede, sempre partendo dal basso, da sinistra a destra saltando da un pannello all'altro e riprendendo nella fila superiore a destra.

## Lati minori
I due lati minori presentano un'intelaiatura geometrica formata una grande croce gemmata al centro con clipei all'estremità dei quattro bracci e chiusa in una losanga; intorno alla losanga vi sono dei piccoli triangoli che incorniciano angeli adoranti; nei vuoti lasciati dai bracci della croce e nei clipei figure di santi prostrati adorano la croce, simbolo della consustanziazione di Cristo (insieme uomo e Dio) e della lotta contro l'Arianesimo ripresa anche in alcune scene dei pannelli posteriori (Conversione di un ariano, funerali di san Martino). Placchette di smalti policromi e gemme (alcune originarie, altre poste successivamente) adornano le cornici.

## Profilo artistico

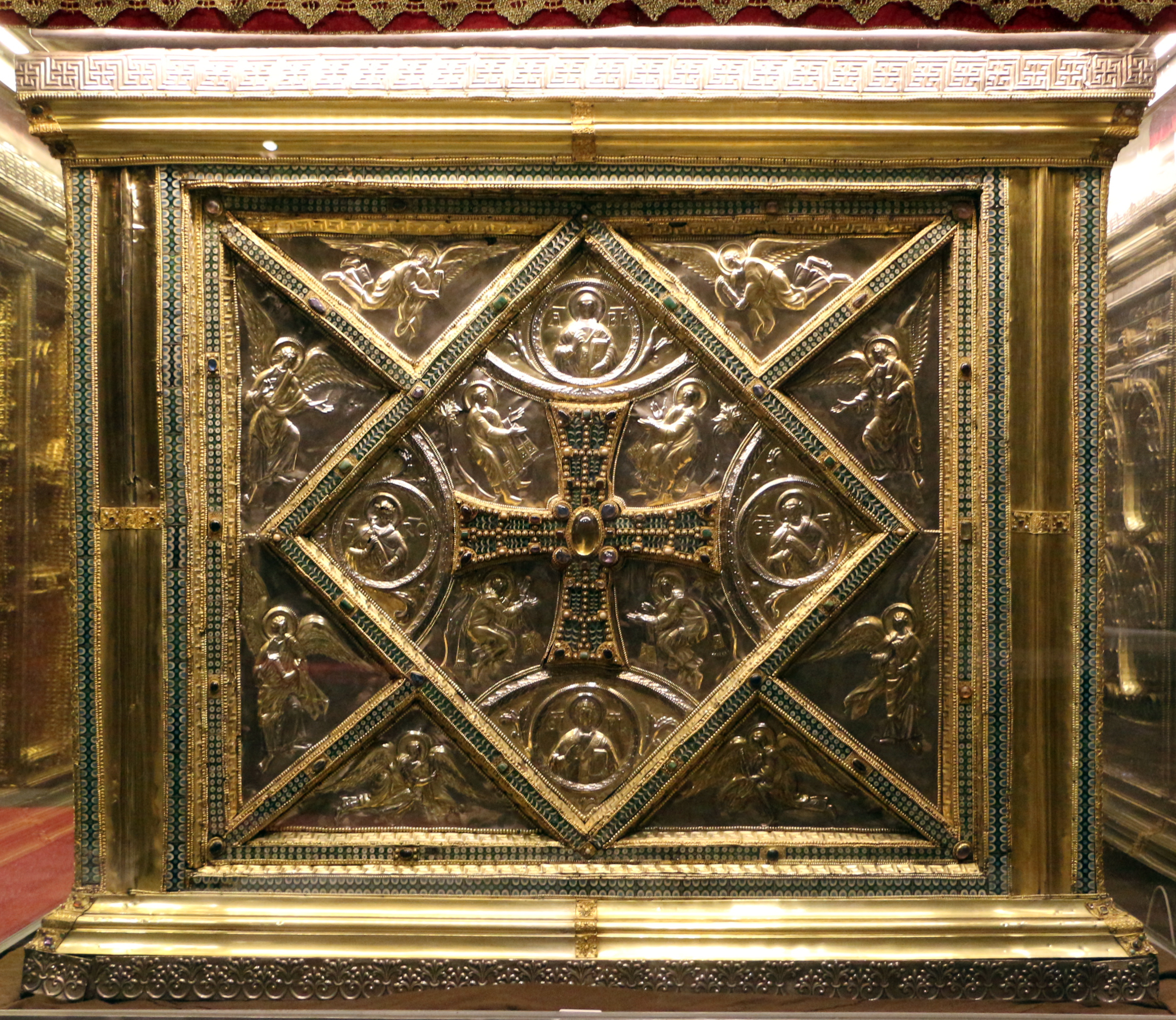
Lato destro

### Maestri delle Storie del Dio Cristo
L'altare presenta una concezione unitaria, ma è certo che alla sua esecuzione presero parte più mani.
I cosiddetti Maestri delle Storie di Cristo erano probabilmente lombardi, come si desume dalla grande varietà di influssi riscontrabili nei pannelli all'epoca possibili solo in questa regione:
- Scene organizzate con complesse partiture, come in modelli tardo-antichi individuabili anche negli affreschi del monastero di San Giovanni nella Val Müstair;
- Finte architetture, elementi paesistici a volo d'uccello e mimica marcata come negli affreschi della cripta di Saint-Germain d'Auxerre;
- Vivace senso narrativo delle scene, come nelle miniature della scuola di Reims;
- Elementi grotteschi, fisionomia stravolte (come quelle dei mercanti nella Cacciata), effetti naturalistici delle rocce o di dettagli (come la capanna del cieco nella Guarigione), presenti nella coeva miniatura costantinopolitana.

La narrazione si esaurisce in genere in ciascuna formella, ed è interessante notare come la scelta di alcune scene ribadisca la natura umana e divina del Cristo, in opposizione all'arianesimo, secondo una lotta promossa in quegli anni proprio da Angilberto.

### Vuolvinio

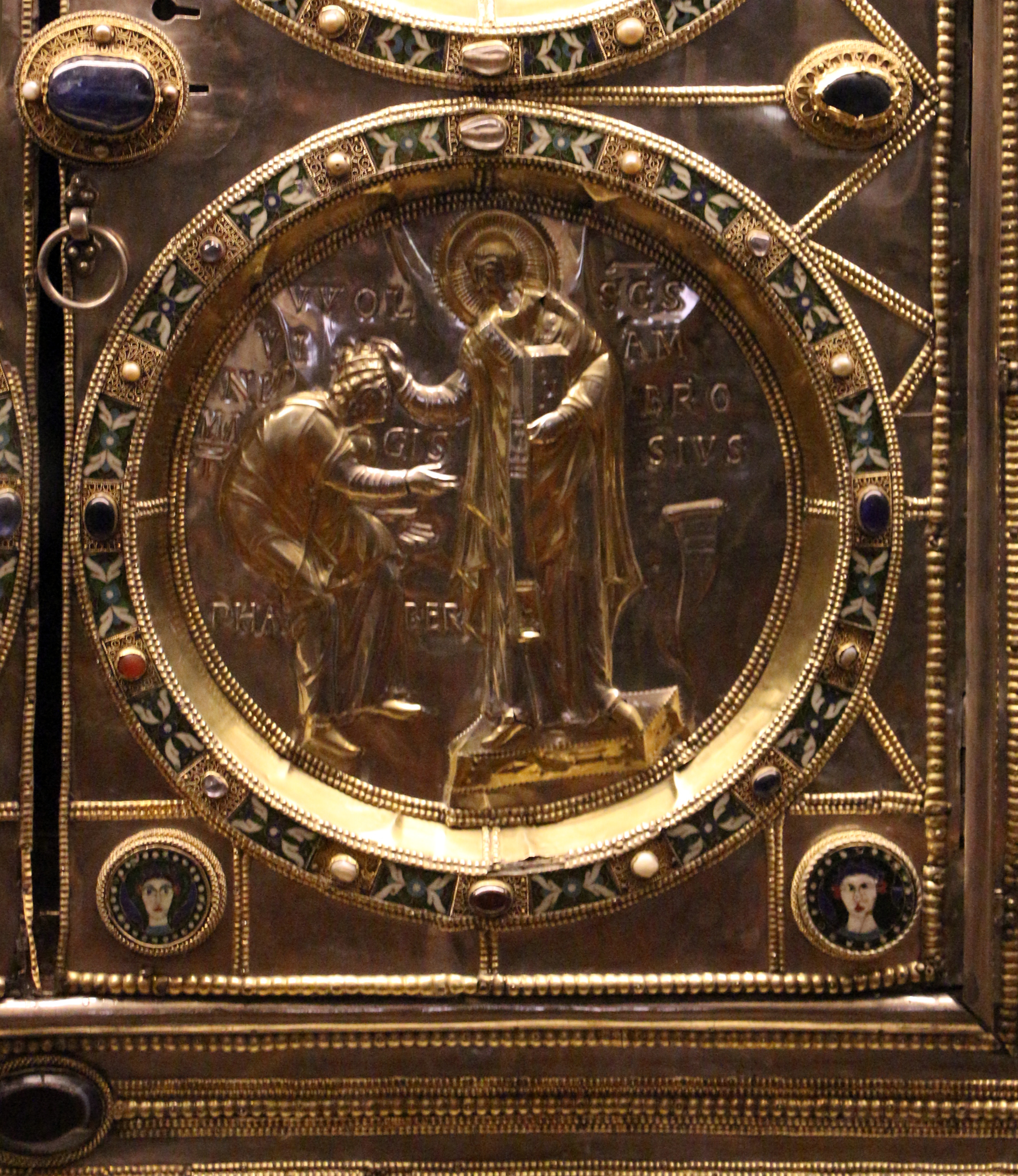
Ambrogio che incorona Vuolvino magister phaber

Lo stile della parte posteriore, attribuita a Vuolvinio stesso, è più austero ed essenziale, con gesti eloquenti delle figure, ma mai dinamici. Le figure inoltre si stagliano su sfondo neutro, con corpi plastici e dal panneggio fasciante. Numerosi sono qui i rimandi tra scena e scena nei vari pannelli, che a differenza del lato anteriore, creano una lettura più concatenata, come in un unico racconto.
Le scene raffigurate da Vuolvinio erano spesso inedite, per cui dovette inventarsi nuove impostazioni senza precedenti iconografici definiti. Anche qui, più che nel lato anteriore, si leggono alcuni temi con riflessi prettamente politici e ideologici voluti da Angilberto:
- L'elezione divina di Ambrogio e quindi di riflesso della Chiesa milanese, nelle scene del Miracolo delle api, di Ambrogio richiamato a Milano e di Cristo che visita il santo malato;
- La polemica anti-ariana, nelle scene della Conversione di un ariano e dei Funerali di San Martino (San Martino di Tours è un santo che si dedicò strenuamente alla lotta dell'arianesimo);
- La fondazione del diritto del vescovo a detenere il potere sulla città, con Ambrogio raffigurato come prototipo del missus dominicus degli imperatori carolingi.

Inusitata è la raffigurazione dell'artefice sugli sportelli a pari livello del vescovo, che testimonia il grande prestigio e la dignità che egli doveva godere quale magister.
Altro aspetto degno di nota è la presenza all'interno delle formelle di elementi appartenenti alla quotidianità del Santo, come le sue ciabattine posizionate sotto la sua branda. All'interno di ogni formella compare inoltre una didascalia in latino che racconta brevemente cosa sta avvenendo nella scena.

## Le reliquie
Il 13 gennaio 1864 la Chiesa operò una attenta ricognizione delle zone sottostanti l'altare per verificare lo stato delle reliquie di Gervasio, Protasio e Ambrogio. Trovarono due loculi vuoti, uno grande, dedicato ai due santi e uno più piccolo dedicato alle spoglie di sant'Ambrogio, con un'unica urna di porfido.
L'otto agosto 1871 l'urna venne aperta: risultava quasi completamente piena d'acqua stranamente limpidissima, sul fondo stavano adagiati 3 scheletri che furono attribuiti a Ambrogio, Gervasio e Protasio.
Il 14 maggio 1874 le reliquie dei santi furono deposte in una nuova urna più preziosa, in argento e cristallo.